# 联合国安全理事会第1733号决议
联合国安全理事会1733号决议，是联合国安理会于2006年12月22日在第5607次会议上一致通过的一项决议。该决议对即将离任的联合国秘书长科菲·安南的无私奉献表示深切感谢，确认他为全球各地种种争端和冲突谋求公正、持久的解决，作出了不懈的努力，并赞扬他倡导的联合国改革，以及他就调整和加强联合国系统的作用和职能所提出的许多建议。